# Pseudomicrodes varia
Pseudomicrodes varia är en fjärilsart som beskrevs av Emilio Berio 1944. Pseudomicrodes varia ingår i släktet Pseudomicrodes och familjen nattflyn. Inga underarter finns listade.